# NGC 1918
NGC 1918 је остатак супернове у сазвежђу Златна риба која се налази на NGC листи објеката дубоког неба.
Деклинација објекта је - 69° 39' 45" а ректасцензија 5h 19m 7,1s. Привидна величина (магнитуда) објекта NGC 1918 износи 12,3. NGC 1918 је још познат и под ознакама ESO 56-SNR101.